# جوين (دشتابي الغربي)
جوین (بالفارسية: جوین) هي قرية تقع في إيران في قسم دشتابي الغربي الريفي. يقدر عدد سكانها بـ 412 نسمة .